# Surasawadee Boonyuen
Surasawadee Boonyuen (taj.: สุรัสวดี บุญยืน; ur. 31 października 1991 w Tajlandii) – tajska siatkarka grająca jako środkowa. Obecnie występuje w drużynie Kathu Phuket Volleyball Club.